# Izabela Lis-Wielgosz
Izabela Lis-Wielgosz (ur. 12 października 1975) – prof. UAM dr hab., serbistka, paleoslawistka, mediewistka, badaczka literatury i kultury cerkiewnosłowiańskiej, wicedyrektor ds. nauki w Instytucie Filologii Słowiańskiej na Wydziale Filologii Polskiej i Klasycznej Uniwersytetu im. Adama Mickiewicza w Poznaniu.

## Życiorys
W 1999 roku uzyskała tytuł magistra na Uniwersytecie im. Adama Mickiewicza w Poznaniu. W 2003 roku uzyskała stopień doktora nauk humanistycznych w zakresie literaturoznawstwa słowiańskiego pracą pt. Święci w kulturze duchowej i ideologii Słowian prawosławnych w średniowieczu (do XV w.), habilitację natomiast otrzymała w roku 2014 rozprawą pt. O trwałości znaczeń. Siedemnastowieczna literatura serbska w służbie tradycji. Od 2016 roku profesor nadzwyczajny (profesor uniwersytecki) Uniwersytetu im. Adama Mickiewicza w Poznaniu.
Jej zainteresowania naukowe skupiają się wokół przekładu literackiego, zwłaszcza przekładu dzieł cerkiewnosłowiańskich na język polski, badań dawnych kultur za pomocą nowoczesnych rozwiązań metodologicznych oraz sztuki dawnej i nowoczesnej.

## Działalność naukowa
Członkostwo (wybrane) w komitetach redakcyjnych, instytucjach i towarzystwach
- Komisja Slawistyczna PAN oddział w Poznaniu, w latach 2005-2010 funkcja sekretarza Komisji.
- Komitet Słowianoznawstwa PAN w Warszawie.
- Komisja Badań Porównawczych nad Literaturami Słowiańskimi przy Międzynarodowym Komitecie Slawistów.
- Ceraneum. Centrum Badań nad Historią i Kulturą Basenu Morza Śródziemnego i Europy Południowo-Wschodniej im. prof. Waldemara Cerana (z siedzibą w Łodzi).
- Centrum Studiów Cerkiewnych (Centar za Crkvene Studije z siedzibą w Niszu, Serbia).
- Redakcja czasopisma „Crkvene Studije”, Centar za Crkvene Studije, Nisz.
- Redakcji czasopisma „Poznańskie Studia Slawistyczne”, Poznań.

### Wybrane publikacje
- Śmierć w literaturze staroserbskiej (XII-XIV wiek), Wydawnictwo Naukowe UAM, Poznań 2003, ss. 128.
- Święci w kulturze duchowej i ideologii Słowian prawosławnych w średniowieczu (do XV w.), Wydawnictwo Scriptum, Kraków 2004, ss. 193.
- O trwałości znaczeń. Siedemnastowieczna literatura serbska w służbie tradycji, Wydawnictwo Naukowe UAM, Poznań 2013, ss. 336.
- O słowiańskich obrzędach i obyczajach pogrzebowych słów kilka…, w: „Polonistyka” nr 10(2005), s. 15-17.
- Idea nagrody w tekstach cerkiewnosłowiańskich, w: Wielkie tematy kultury w literaturach słowiańskich, „Slavica Wratislaviensia”, nr CXLIII/2007, s. 5-9.
- Hagiografia i ikonografia w funkcji kulturowej mnemografii, w: „Прилози за књижевност, језик, историју и фолклор”, књ. LXXV/2010, c. 3-11.
- Палеославистични изследвания в Университета „Адам Мицкевич” (Познан), (współautorstwo z M. Walczak-Mikołajczakową i M. Kuczyńską), w: „Българистика/ Bulgarica”, nr 20/2010, c. 60-70.
- Ciało w kulcie pamiętane. Serbskie (siedemnastowieczne) projekcje literackie, w: „Slavica Wratislaviensia”, nr CLIII/2011, s. 127-136.
- Sen w strategii literackiej i ideologicznej (na wybranych przykładach z serbskiej hagiografii), w: „Slavica Wratislaviensia”, nr CLV/2012, s. 19-25.
- Staroserbska kultura w kategoriach Latinitas i Cyrillianitas, w: „Studia Wschodniosłowiańskie”, t. 13/2013, s. 343-359.
- Władza i rodowód. O wizerunku władcy w staroserbskiej literaturze, „Poznańskie Studia Slawistyczne”, nr 5/2013, s. 173-184.
- Zabójca „swój” i obcy. Kilka przykładów z hagiografii słowiańskiej, w: Człowiek w sferze oddziaływania obcej kultury, red. G. Minczew, Łódź 2000, s. 213-220.
- Święta loza Nemanjiciów – specyficzny kontekst serbskiego średniowiecza, w: Święci i świętość u korzeni tworzenia się kultury narodów słowiańskich, red. W. Stępniak-Minczewa, Z.J. Kijas, Kraków 2000, s. 135-144.
- Функције и промене књижевних врста на примеру српске средњовековне сцене смрти – одређене житијне јединице, w: Научни Састанак Слависта у Вукове Дане, МСЦ, т. 29/2, Београд 2000, сс. 83-92.